# Princess Tower
Princess Tower là tòa nhà dân cư cao 413,7 m (1.357 ft) gồm 101 tầng, nằm ở quận Marina của Dubai, UAE. Princess Tower là tòa nhà dân cư cao nhất thế giới năm 2012.

## Tổng quan
Kỹ sư của tòa nhà bao gồm Syed Majid Hashmi, Tổng giám đốc kỹ sư kết cấu.
Tòa nhà bao gồm 763 đơn vị, 957 chỗ đậu xe ngầm (trãi dài trong 6 tầng), và tám cửa hàng bán lẻ. Tòa nhà đã được hoàn thành và cung cấp bởi nhà đầu tư, Tameer Holdings, vào tháng 9 năm 2012.

## Hình ảnh công trình

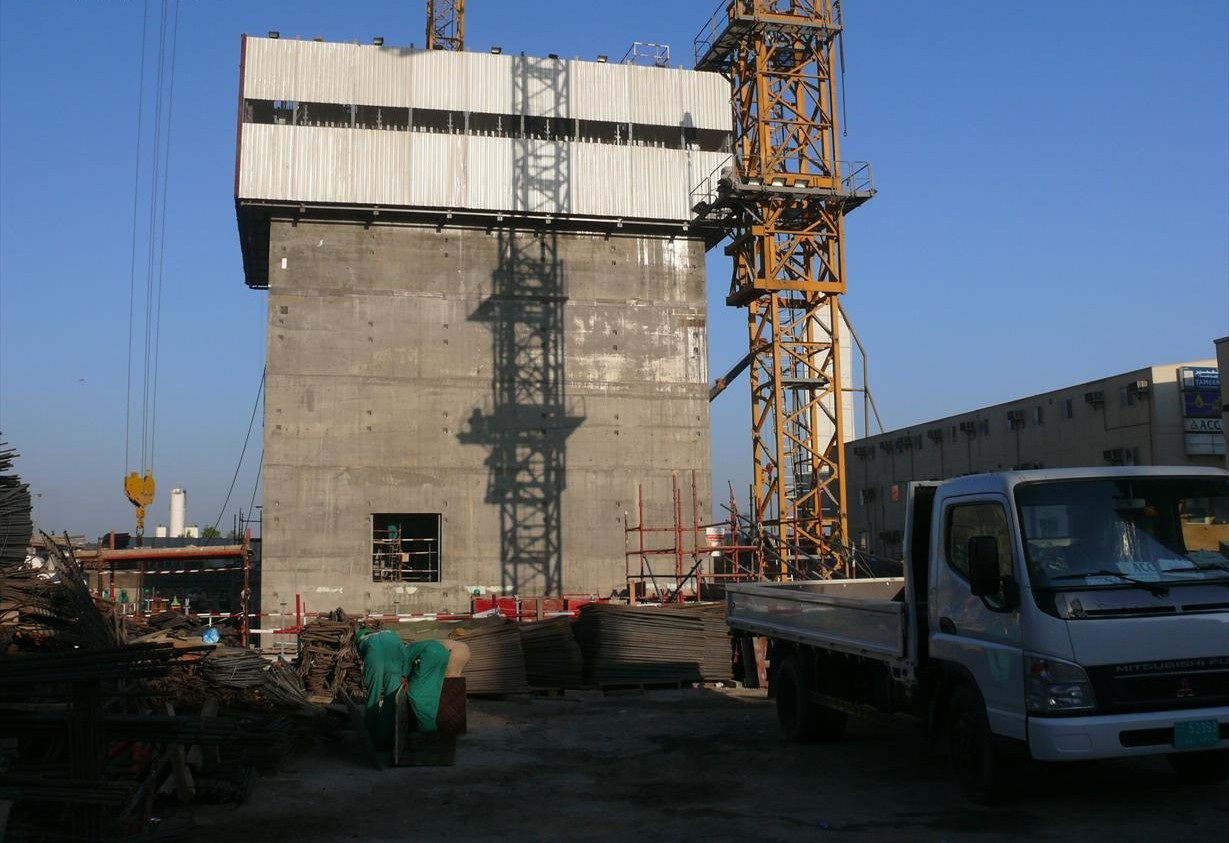
9 tháng 11 năm 2007
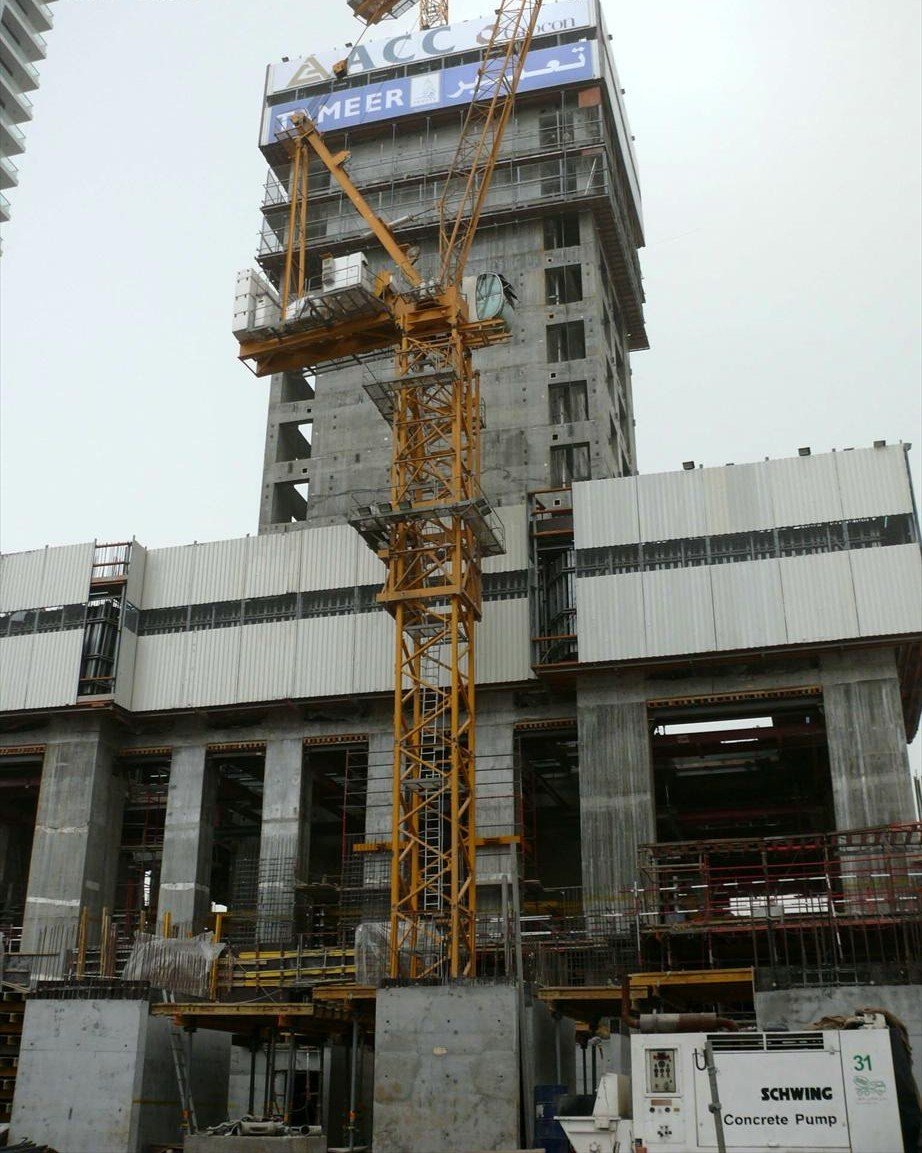
1 tháng 2 năm 2008

## Thông tin bên lề
- Princess Tower là tòa nhà chọc trời cao thứ ba ở Dubai, sau Marina 101 và Burj Khalifa nó cao đúng một nửa tòa nhà cao nhất thế giới ở Dubai, cao 828,2 m Burj Khalifa.

## Liên kết
- Tameer.net Lưu trữ ngày 2 tháng 7 năm 2019 tại Wayback Machine